# Sweden We Got a Problem
Sweden We Got a Problem är Quit Your Dayjobs debutalbum, utgivet 2005 av bolaget Bad Taste Records. I Tyskland utgavs skivan av Red Lounge Records 2007.

## Låtlista
1. "Banzai Butterfly"
2. "Sweden We Got a Problem"
3. "Sperms Are Germs"
4. "Evil Ray"
5. "Pissing on a Panda"
6. "Brain in Vain"
7. "E-Bay Ghetto"
8. "Man Power"
9. "Cities Suck"
10. "Erase My Face"
11. "Vlado Video"
12. "(Ove 1)"
13. "She-Male Godzilla"
14. "Touch + Go"
15. "I Need a Tour Guide for My Own Head"
16. "Subhumanist"
17. "2Face"
18. "(Ove 2)"

## Singlar

### Vlado Video
1. "Vlado Video"
2. "Man Power"
3. "Coma City"

### Fotnoter
1. ↑  ”Sweden We Got a Problem”. Discogs.com. http://www.discogs.com/Quit-Your-Dayjob-Sweden-We-Got-A-Problem/release/3052651. Läst 4 januari 2012.